# Buss
Buss é o sobrenome de uma família com origens de Inglaterra e Alemanha:
- Jerry Buss
- Tito Buss
- Alcides Buss
- Henrique Adriano Buss
- Wilhelm Buss